# Незалежна республіка Македонія
Незалежна республіка Македонія, або НРМ (болг. Независима република Македония, мак. Независна Држава Македонија) (вересень-листопад 1944) — нездійснений проєкт керівництва македонської націоналістичної організації ВМРО з проголошення незалежної держави наприкінці Другої світової війни на території Югославської і Грецької Македонії.

## Історія
У 1941 — 1944 роках території югославської та грецької Македонії було окуповано і анексовано Болгарією, яка, власне, і приєдналася до країн Осі заради повернення цих теренів та Південної Добруджі, втрачених в результаті Другої Балканської війни.
У вересні 1944, з наближенням Червоної Армії до румунсько-болгарського кордону та оголошенням СРСР війни Болгарії (5 вересня), в країні відбувся державний переворот, в результаті якого Болгарія вийшла з нацистського блоку і оголосила війну Третьому рейху, а до влади в Софії прийшов Вітчизняний фронт (9 вересня).

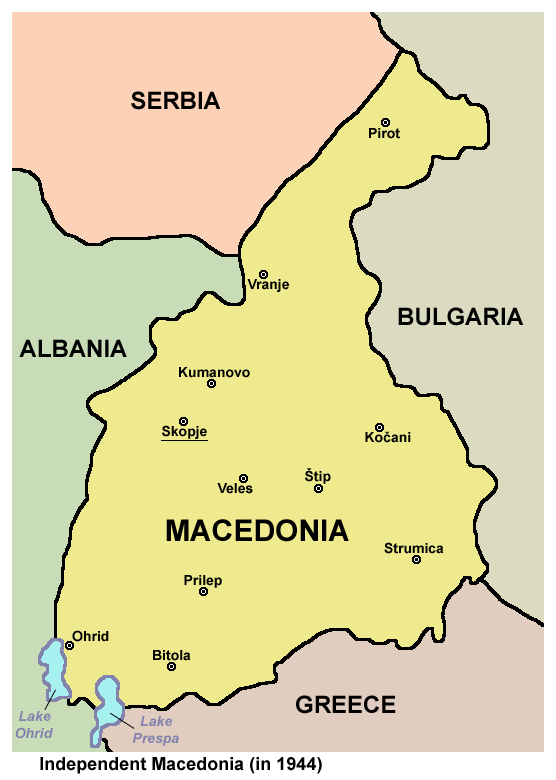

Німецькі війська, які окупували Македонію до 1944, активно підтримували македонських націоналістів. У зв'язку з виведенням з Македонії болгарських військ влада була передана націоналістичній македонській організації ВМРО, хоча її лідер Іван Михайлов виступив проти одностороннього проголошення незалежності. У листопаді з Македонії пішли і німецькі війська, що призвело до встановлення контролю над цією територією партизанських формувань АЗНВМ, а згодом — військ Греції і Югославії.